# Edgar Degas
Hilaire-Germain-Edgar de Gas, más conocido como Edgar Degas (París, 19 de julio de 1834-París, 27 de septiembre de 1917), fue un pintor, escultor y grabador francés.
Considerado uno de los fundadores del impresionismo, aunque él mismo rechazaba el nombre y prefería llamarlo realismo o arte realista, Degas fue uno de los grandes dibujantes de la historia por su magistral captación de las sensaciones de vida y movimiento, especialmente en sus obras de bailarinas, carreras de caballos y desnudos. Sus retratos son muy apreciados por la complejidad psicológica y sensación de verdad que transmiten.

## Infancia y juventud
Hilaire-Germain-Edgar De Gas nació en París el 19 de julio de 1834. Fue el mayor de los cinco hijos de Célestine Musson De Gas, hija de una familia criolla de Nueva Orleans, y de Augustin De Gas, un banquero francés. Años más tarde, adoptaría una forma mucho más simplificada de su apellido a Degas, por el cual sería famoso el resto de su vida. Comenzó su educación a la edad de once años en el Lycée Louis-le-Grand; dos años más tarde su madre fallece convirtiendo a su padre y a su abuelo en sus principales influencias el resto de su juventud.

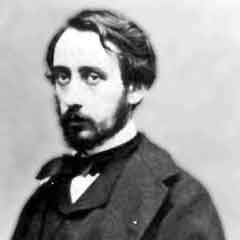
Edgar Degas en 1850.

Degas comenzó a pintar a una edad temprana. Después de graduarse en el liceo en bachillerato en literatura a los dieciocho años en 1853, instaló un estudio de arte en su casa. Al graduarse, Degas se registra como copista de arte en el Museo de Louvre. Sin embargo, terminó ingresando en la Facultad de leyes en la Universidad de París a petición de su padre en noviembre de 1853; no obstante dedica muy poco esfuerzo a sus estudios.
En 1855, Degas conoce a Jean Auguste Dominique Ingres, de quien era gran admirador, y cuyo consejo nunca olvidó: «Dibuje líneas y más líneas, joven, tomadas de la realidad y de la memoria, así se convertirá en un buen artista». En abril de ese mismo año, Degas es admitido a la Escuela de Bellas Artes (École des Beaux-Arts), comenzando a estudiar dibujo bajo la guía de Louis Lamothe, tomando como inspiración principal el estilo de Ingres. En julio de 1856, Degas viaja a Italia, donde se establecería los siguientes tres años, comenzando los estudios para su primera obra: La familia Bellelli. Al mismo tiempo hacía copias de obras renacentistas, de Miguel Ángel, Rafael o Tiziano, entre otros. Sin embargo, contrariamente a las prácticas convencionales, Degas seleccionaba detalles de los cuadros que atraían su atención, usualmente figuras secundarias o alguna cabeza, los cuales trataba como un retrato.

## Carrera artística
En 1859, Degas se instala en un estudio en París lo suficientemente grande como para trabajar en el retrato de La familia Bellelli, obra que había pensado exhibir en el Salón de París; sin embargo la pintura se mantuvo incompleta hasta 1867. Alrededor de esa época, Degas comienza a trabajar sobre varias de sus pinturas de historia: Alejandro y Bucéfalo y La hija de Jephthah en 1859-60; Semíramis construyendo Babilonia en 1860; y Jóvenes espartanos alrededor de 1860.
En 1861 comenzó sus primeros estudios sobre caballos durante la visita que realizó a su amigo Paul Valpincon en Normandía. Su primera exposición en el Salón parisino fue en 1865, cuando el jurado acepta su pintura Escena de Guerra en la Edad Media que no atrajo gran atención. Degas siguió exponiendo sus obras en el Salón de manera anual; sin embargo durante los cinco años siguientes ninguna de las obras presentadas fueron de tema histórico, y así su Steeplechase, el jinete caído (Salón de 1866) marcó su distanciamiento con el arte tradicional. El cambio en el arte de Degas, que pasó de las grandilocuentes pinturas de historia a retratar temas contemporáneos, se debió principalmente a Édouard Manet, a quien Degas había conocido en 1864 cuando ambos artistas copiaban el mismo cuadro de Velázquez en el Museo del Louvre.

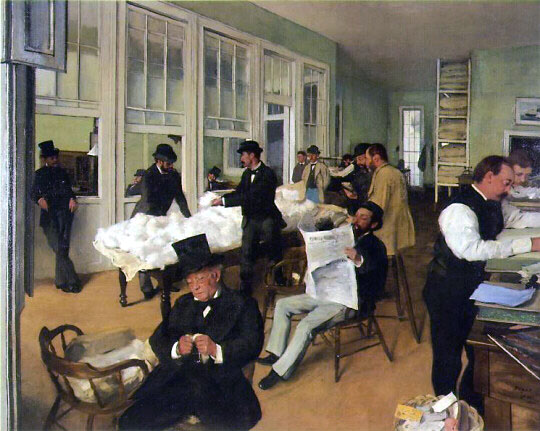
Oficina de la lonja del algodón en Nueva Orleans, 1873. Óleo obre lienzo, 74 x 92 cm. Museo de Bellas Artes de Pau

Al inicio de la Guerra franco-prusiana de 1870, Degas se une a la Guardia Nacional en la defensa de París, por lo que se ve obligado a dejar de pintar por un tiempo. Durante una práctica de tiro con rifle le fue detectado un problema visual. Durante el resto de su vida, la mala visión fue una preocupación constante para él.
Al terminar la guerra en 1872, Degas decide establecerse en Nueva Orleans, Luisiana, donde vivían varios de sus familiares, incluyendo a su hermano René. Durante varios años vivió en casa de un tío criollo en la avenida Esplanade. Durante esos años en Nueva Orleans, Degas produjo varias obras, algunas de retratos familiares; una de ellas, Una oficina en la lonja del algodón en Nueva Orleans, llamó la atención en Francia. Fue la única de sus obras comprada por un museo durante su vida. 
Degas regresó a París en 1873 y su padre falleció al año siguiente; fue entonces cuando el pintor descubrió que su hermano René había acumulado una enorme cantidad de deudas de negocios. Para salvar la reputación de su familia, Degas terminó vendiendo su casa, al igual que varias colecciones que había heredado, para pagar las deudas de su hermano, lo que motivó que por primera vez en su vida tuviera que vivir de su arte como único ingreso. Durante estos años creó muchas de sus grandes obras.

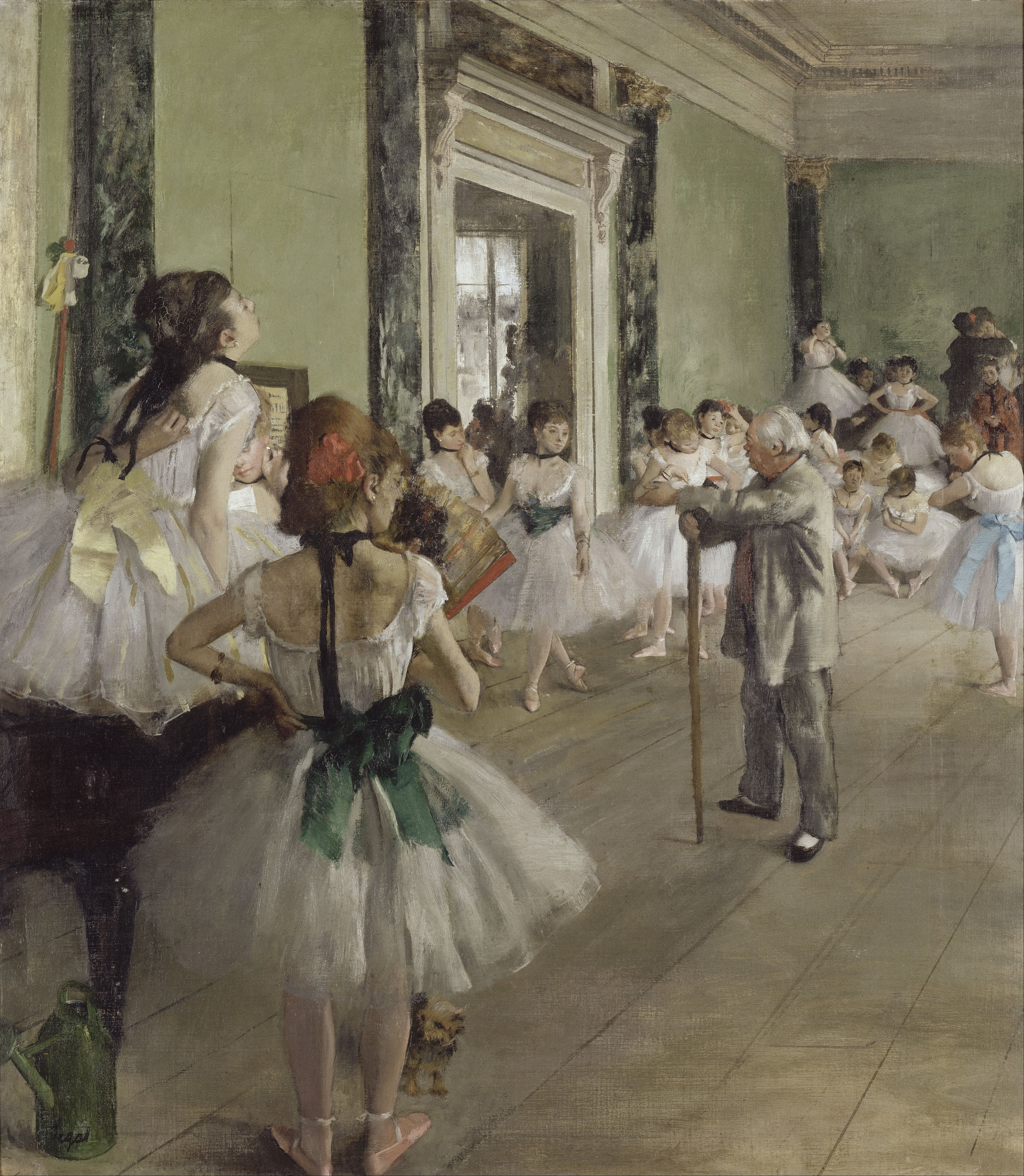
La clase de ballet, 1871-74. Óleo sobre lienzo, 85 x 75 cm. Museo de Orsay, París.

Decepcionado con el Salón oficial, Degas se unió a un grupo de jóvenes artistas que comenzaban a organizar un grupo independiente con el fin de exponer sus pinturas, rechazadas casi siempre por los Salones. Dicho grupo fue conocido más tarde como Los impresionistas. Entre 1874 y 1886, el grupo había montado alrededor de ocho muestras, conocidas como Exposiciones impresionistas. Degas lideró el grupo, organizando las exposiciones donde presentó muchos de sus trabajos, a pesar de sus constantes desacuerdos con los demás integrantes. Su desacuerdo con las pinturas al aire libre hizo que tuviera enfrentamiento con los paisajistas del grupo, incluyendo a Claude Monet. Conservador en cuanto a sus actitudes sociales, Degas aborrecía el escándalo que creaban las exhibiciones, al igual que el nivel de publicidad y notoriedad que buscaban sus colegas. El mismo término Impresionismo era rechazado por Degas y le disgustaba que lo asociasen con él. Insistía en que se incluyeran obras no impresionistas dentro de las exposiciones, como las de Jean-Louis Forain y Jean-François Raffaëlli. Estos conflictos llevaron a la disolución del grupo en 1886.
A la vez que mejoraba su situación financiera, Degas fue adquiriendo obras de artistas que admiraba, como El Greco, Manet, Pissarro, Cézanne, Gauguin e incluso Vincent van Gogh. Hubo tres artistas en particular idolatrados por Degas cuyas obras formaron el núcleo de su colección personal: Ingres, Delacroix y Daumier. En el inventario final de la colección particular del artista se documentaron veinte pinturas y ochenta y ocho dibujos de Ingres y trece pinturas y alrededor de doscientos dibujos de Honoré Daumier; sin embargo no había ningún Monet.
A finales de la década de 1880, Degas comenzó a desarrollar una gran pasión por la fotografía. A lo largo de su vida, Degas retrató a varios amigos, muchas veces bajo la luz de lámparas, como en su retrato doble de Renoir y Mallarmé. También fotografió bailarinas y desnudos, los cuales fueron utilizados como referencia para varias de sus pinturas y dibujos.
Conforme pasaban los años, Degas comenzó a aislarse, siendo fiel a su creencia de que un pintor no debería tener vida personal. La controversia del Caso Dreyfus llevó el lado antisemita de Degas al extremo de romper toda conexión con sus amigos judíos. Estas creencias e ideales conservadores llevaron a Degas a vivir un tanto aislado de la sociedad.
Degas se centró en sus obras en pastel hacia 1907 y se cree que se dedicó principalmente a sus esculturas hasta finales de 1910. Su carrera artística terminó prácticamente en 1912, cuando deja de trabajar y es obligado a mudarse debido a la demolición de su residencia en Victor Masse. Debido a su aislamiento social, Degas nunca estuvo casado y vivió las últimas décadas de su vida solo, casi ciego debido a la enfermedad ocular que se le había desarrollado a través de los años, paseando solitario por las calles de París hasta su muerte en septiembre de 1917.

## Estilo artístico

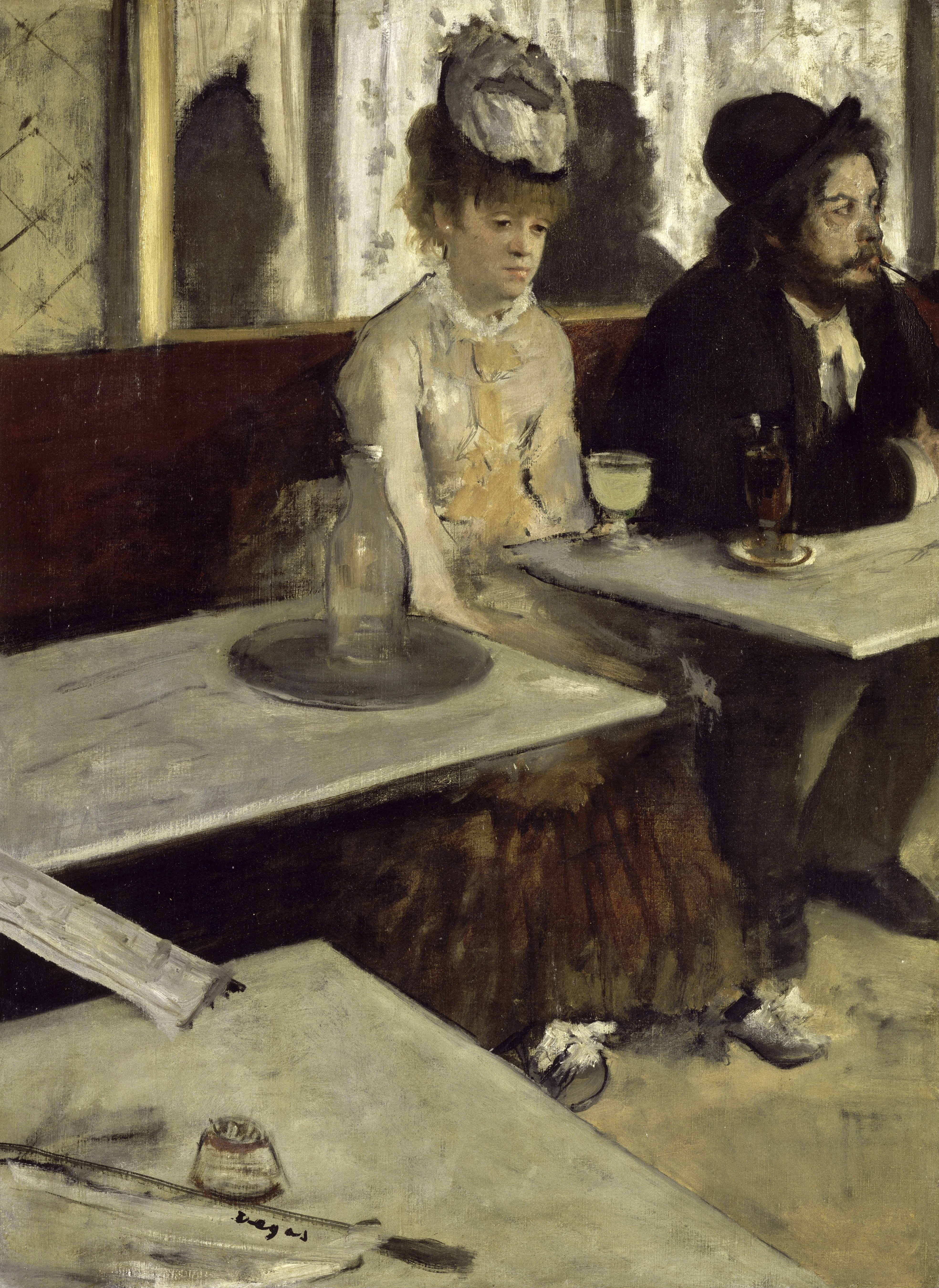
L'Absinthe, 1876. Óleo sobre lienzo, 92 x 68,5 cm. Museo de Orsay, París.

Degas es clasificado usualmente como un artista impresionista, descripción sin embargo insuficiente. El Impresionismo se originó entre 1860-1870 partiendo del realismo de pintores como Courbet y Corot. Los impresionistas pintaban la realidad usando colores brillantes y saturados, centrándose principalmente en los efectos de la luz y la atmósfera, buscando transmitir una sensación de inmediatez.
Técnicamente, Degas difiere de los impresionistas ya que él «nunca adoptó la técnica de mancha y color», y menospreciaba la práctica de la pintura al aire libre. Según la historiadora de arte Carol Armstrong, Degas era más bien un anti-impresionista que criticaba muchas de las obras que seguían dicho movimiento. Tal y como el mismo Degas llegó a explicar «Ningún arte fue nunca menos espontáneo que el mío. Lo que hago es el resultado del estudio de grandes maestros; de inspiración, espontaneidad o temperamento, yo no sé nada». Sin embargo, el tipo de arte de Degas se apega más al Impresionismo que a cualquier otro movimiento artístico. Sus escenas sobre la vida parisina, la composición y sus experimentos con el color y la forma; sin mencionar su cercanía con varios notables artistas impresionistas como Cassatt o Manet, relacionan indudablemente a Degas con el movimiento impresionista.
Según Giulio Carlo Argan se sigue diciendo que Degas fue más dibujante que colorista: aunque lo fuera, no por ello fue un anti-impresionista entre los impresionistas, o lo que sería peor, un espíritu ambiguo y contradictorio entre sus impulsos progresivos y sus rémoras conservadoras. Él opone una objeción de fondo al impresionismo de Monet o de Renoir: la sensación justa es un hecho mental antes que visual, y por ello no puede producirse un nuevo modo de ver sin un nuevo modo de pensar. No es solo una cuestión de vista, como sentenciaba Monet. El dibujo de Degas es un gesto rápido, prensil, resolutivo, que atrapa algo de lo real y se apropia de ello.
El estilo de Degas refleja el respeto que sentía hacia los maestros clásicos (fue un copista entusiasta durante gran parte de su vida) en especial hacia sus admirados Jean Auguste Dominique Ingres y Eugène Delacroix. Degas era un gran coleccionista de grabados japoneses, cuyos principios compositivos influyeron fuertemente en sus obras, al igual que el realismo de ilustradores como Daumier y Gavarni. Aunque Degas es reconocido principalmente por sus caballos y bailarinas, inició su carrera con pinturas históricas convencionales, como La hija de Jephthah (1859-61) y Los jóvenes espartanos (1860-62), en los cuales sin embargo el tratamiento de las figuras es notablemente anticonvencional.
Durante el inicio de su carrera, Degas dedicó gran parte de su tiempo a retratos tanto individuales como grupales, como La familia Bellelli (1858-67) que retrata a su tía con su esposo e hijos. En varias de estas obras Degas refleja la tensión que sentía presente entre hombres y mujeres. Dentro de sus primeras obras, Degas ya mostraba las primeras evidencias del estilo que más tarde desarrollaría, modificando el formato del cuadro y eligiendo puntos de vista inusuales.

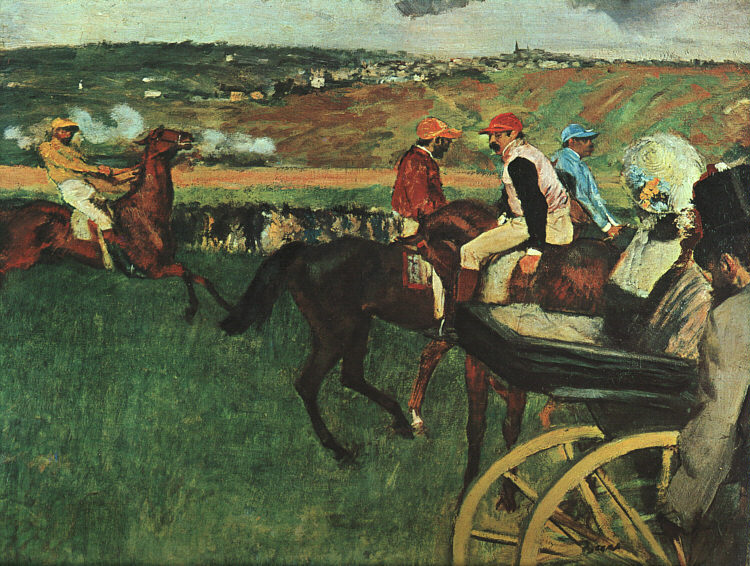
En las carreras, 1877–1880. Museo de Orsay, París.

A finales de la década de 1860, Degas abandona la temática historicista de sus pinturas y comienza a dedicarse a la observación de la vida contemporánea. Las escenas de carreras de caballos le permitieron estudiar el movimiento de caballos y jinetes dentro de un contexto moderno. También comenzó a pintar mujeres trabajando como modistas o lavanderas. Mlle. Fiocre en el Ballet La Souce, exhibida en el Salón de 1868, fue su primera gran obra centrada en un nuevo tema con el que se le identificaría particularmente: las bailarinas.
En varias de sus pinturas posteriores, Degas retrató bailarinas ensayando o preparándose tras el escenario, enfatizando su estatus de profesionales haciendo su trabajo. A partir de 1870, las obras de bailarinas aumentaron considerablemente, en parte por la necesidad de pagar las deudas de su hermano, que habían dejado a la familia en bancarrota, ya que las pinturas de esta temática se vendían bien. Degas comenzó de igual manera a retratar escenas en cafés, como en sus obras La absenta y Cantante con un guante. A menudo sus pinturas insinuaban un contenido narrativo de una manera altamente ambigua; por ejemplo Interior (también llamada La violación), en cuya temática los historiadores han buscado infructuosamente una referencia literaria detrás.; aunque puede representar una simple escena de prostitución.
Al cambiar el tema en sus obras, Degas cambió de igual manera su técnica y estilo. La paleta de colores opacos, que surgieron por influencia de la pintura neerlandesa, fue remplazada por colores mucho más vivos y pinceladas mucho más marcadas. La falta de color en Ensayos de ballet (1876) e Instructor de ballet señala un posible cambio en su técnica motivado por su interés en la fotografía.

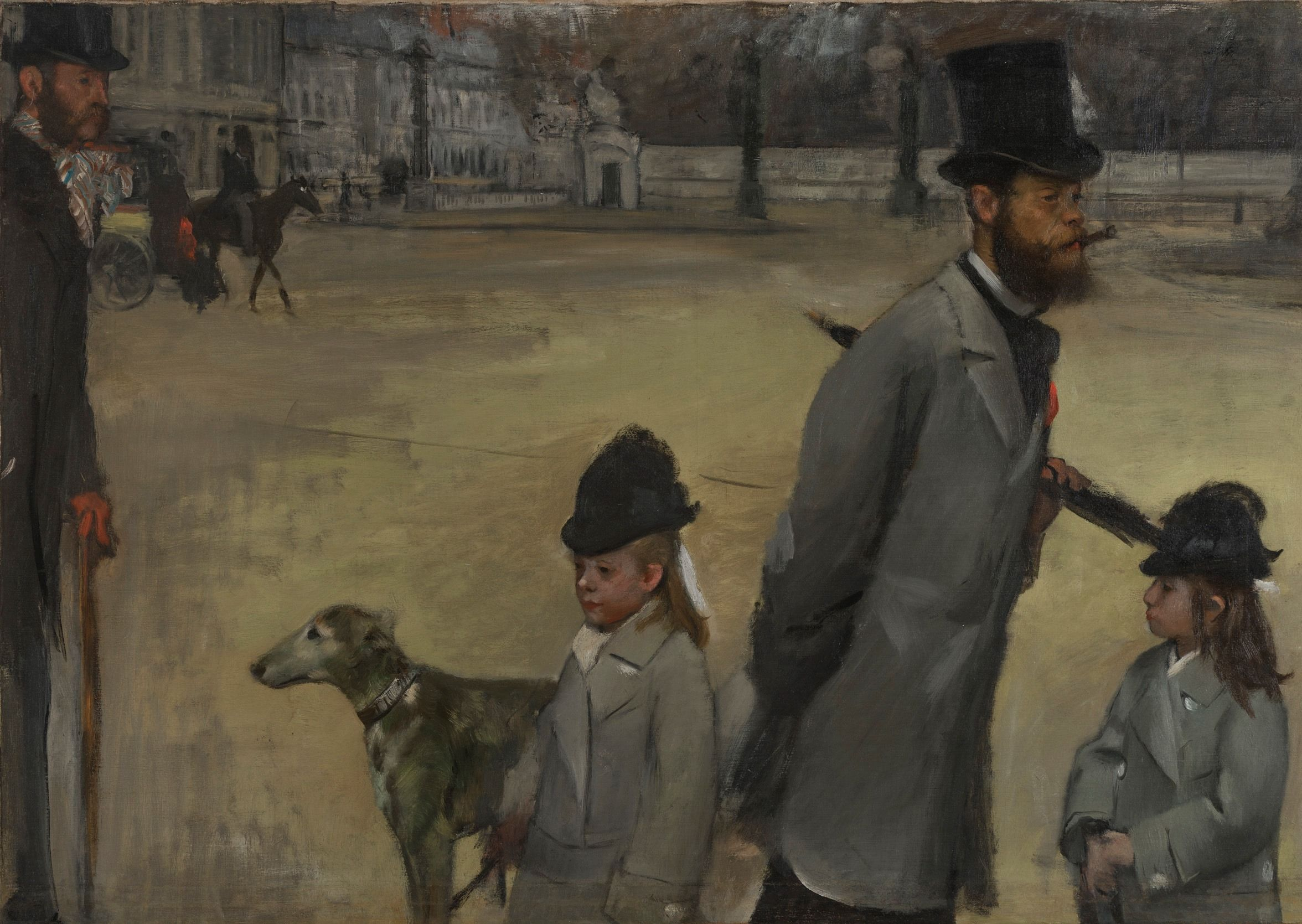
Plaza de la Concordia, 1875. Museo del Hermitage, San Petersburgo.

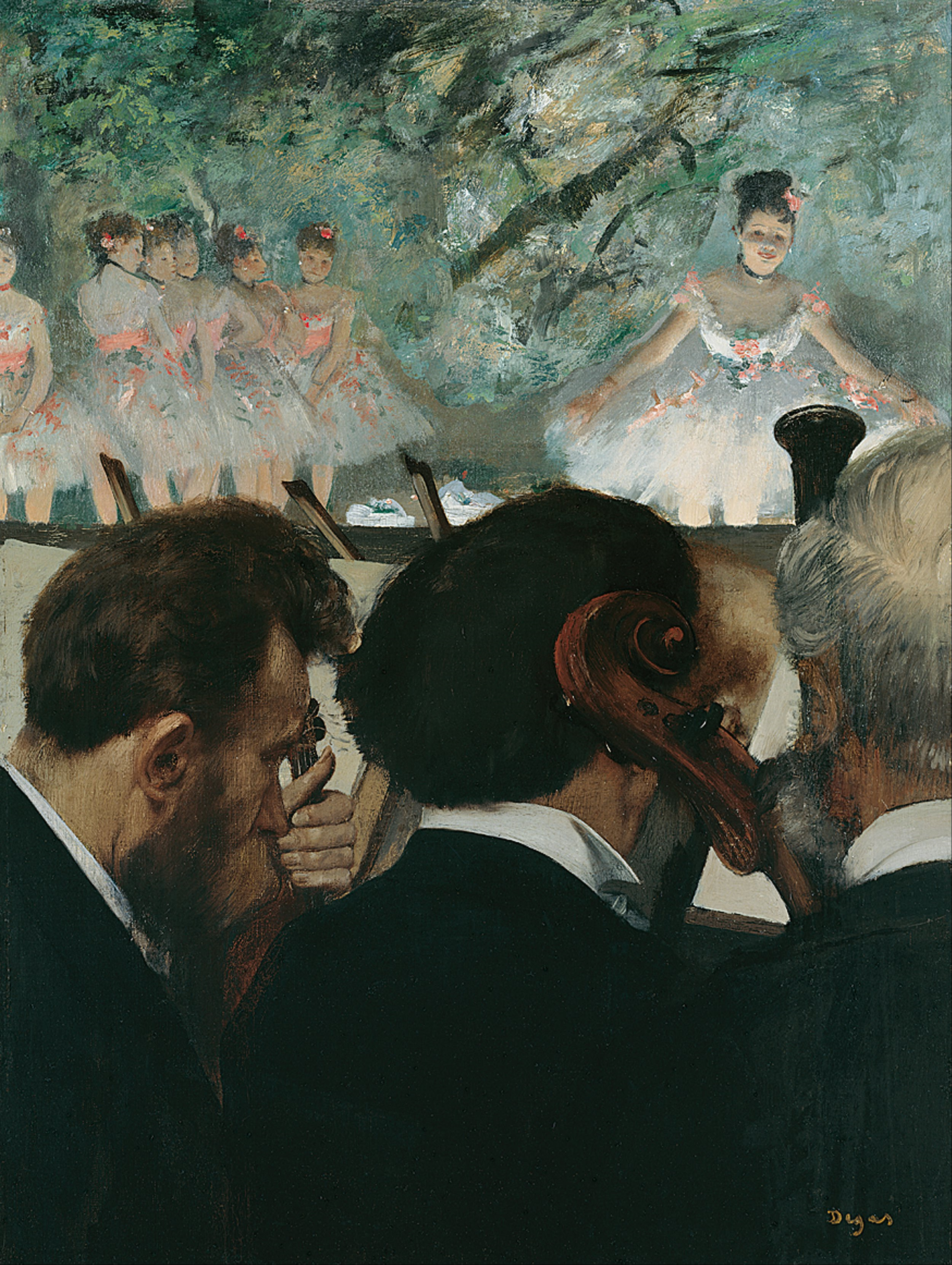
Músicos en la orquesta, 1872. Instituto Städel, Fráncfort del Meno.

El estilo de Degas se distingue por sus zonas inacabadas, incluso en pinturas altamente detalladas. Frecuentemente culpaba dichas faltas a sus problemas en la vista, argumento que fue refutado por varios colegas y coleccionistas que creían poco probable que «alguien con problemas de vista pudiera pintar de tal manera».
Su interés en los retratos llevó a Degas a estudiar el comportamiento de las personas y la manera en que estas revelan parte de su estatus a través de su fisionomía, postura, prendas y otros atributos. En su obra Retratos en la bolsa de valores, Degas retrató un grupo de trabajadores judíos con ciertos indicios de antisemitismo. En 1881 exhibe dos obras al pastel: Criminal Physiognomies, donde retrataba a un grupo de jóvenes, miembros de una pandilla, que habían sido condenados recientemente por asesinato en el llamado «Caso de la Abadía». Degas asistió al juicio llevando consigo su cuaderno de bocetos; sus numerosos dibujos revelan el interés del pintor sobre las ideas atávicas defendidas por los científicos del siglo XIX como evidencia de la criminalidad innata.
En sus pinturas de bailarinas y lavanderas, Degas refleja las ocupaciones de ambas no solo por su atuendo sino por su estructura física: sus bailarinas exhiben un físico atlético y grácil, mientras que las lavanderas poseen un cuerpo pesado y sólido.
A finales de la década de 1870, Degas dominaba tanto el óleo sobre lienzo como el pastel. El medio seco, el cual aplicó en diversas y complejas capas y texturas, le permitía trazar las formas con más facilidad y explotar libremente el uso de los colores. Alrededor de esos años, Degas retoma la técnica del grabado, la cual había abandonado diez años atrás. Al principio aprendió junto a su amigo Ludovic-Napoléon Lepic, un innovador de la técnica del grabado, y comenzó a experimentar con la litografía y monotipia. Degas tenía una fascinación particular por los efectos que producía la monotipia y modificaba las imágenes impresas utilizando pastel. Hacia 1880 la escultura se había convertido en otro apartado más de la búsqueda de Degas por encontrar nuevos y diferentes medios expresivos, aunque el artista únicamente mostró en público una escultura a lo largo de su vida.
En la evolución que sufrió el estilo del arte de Degas, algunas características se mantuvieron inmutables a lo largo de toda su vida. Primeramente, sus pinturas se realizaban en interiores (usualmente en su estudio) utilizando como referencia la memoria, fotografías o modelos; sus pocos paisajes fueron compuestos a través de la imaginación o incluso de memoria. Era usual en Degas el repetir un mismo tema en varias ocasiones, sin embargo siempre con alguna variación dentro de la composición o el tratamiento. Fue un artista cuyas obras eran, como apuntó Andrew Forge, «bien preparadas, calculadas, practicadas, y desarrolladas en etapas. Estaban compuestas de partes. El ajuste de cada parte para crear un todo, el arreglo lineal, era la ocasión para reflexión infinita y experimentación». El mismo Degas explicó: «En arte, nada debería parecer casual».

## Escultura

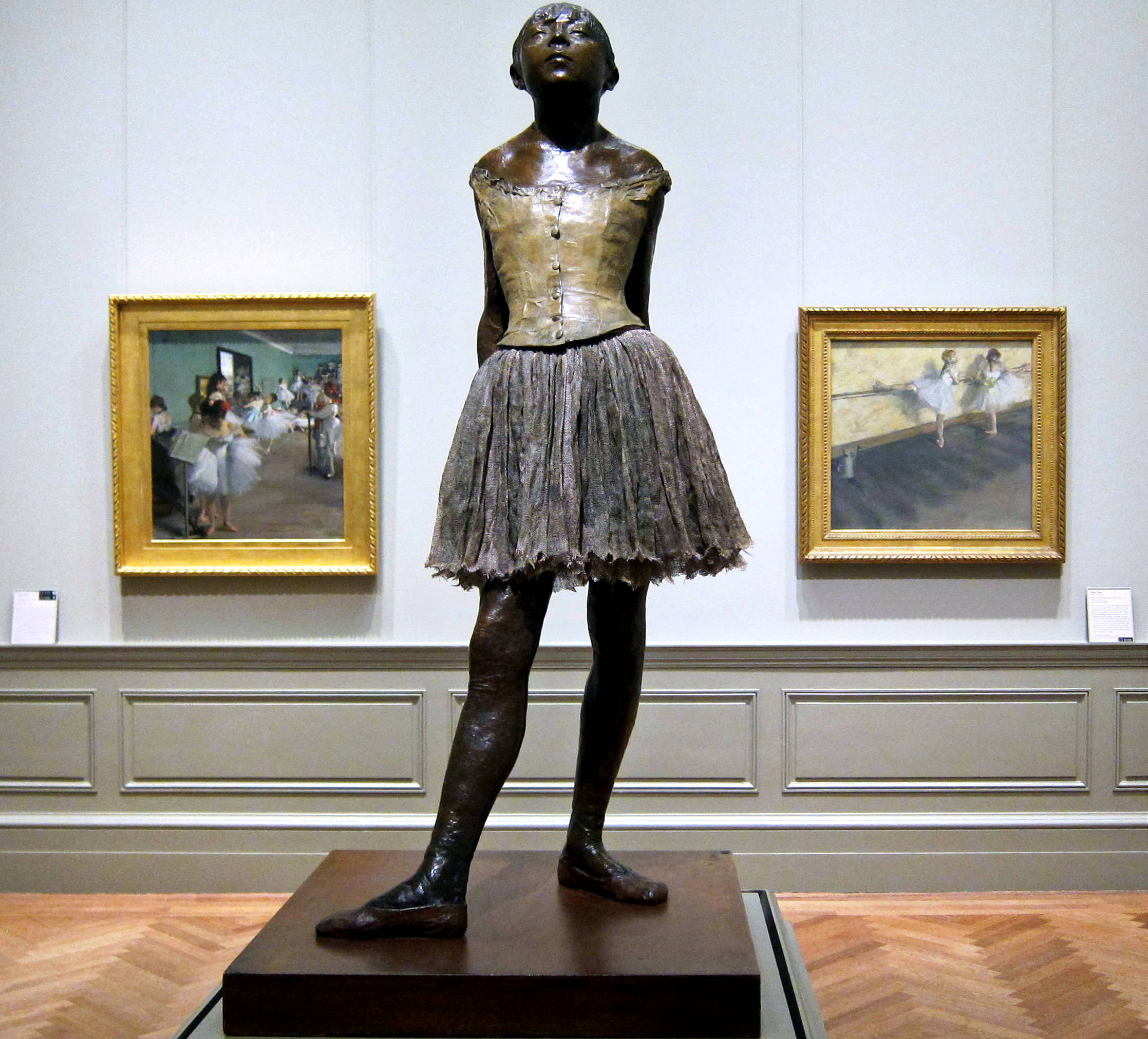
Pequeña bailarina de catorce años, fundida en 1922. Museo de Arte Metropolitano, Nueva York.

A lo largo de su vida, Degas solo exhibió una escultura: Pequeña bailarina de catorce años (1881). Era una escultura de cera casi a tamaño real con cabello auténtico y vestida con un tutú verdadero, la cual provocó una fuerte reacción de críticas negativas. La mayor parte encontraban el realismo de la escultura extraordinario, pero criticaban la fealdad de la niña. En una crítica, J.K. Huysmans escribió»: «La terrible realidad de esta estatuilla evidentemente produce inquietud en los espectadores; todas sus nociones acerca de la escultura están aquí alteradas. El hecho es que este primer intento de Monsieur Degas ha revolucionado las tradiciones de la escultura, de igual manera que lo hizo con la pintura».
Degas creó un considerable número de esculturas en un periodo de cuatro décadas; sin embargo, se mantuvieron ocultas al público hasta 1918. Ninguna de ellas, ni siquiera la Pequeña bailarina de catorce años fueron fundidas en bronce mientras vivió el artista. Los especialistas en Degas concuerdan que sus esculturas no fueron creadas como auxiliares de su pintura. Degas asignó el mismo significado a sus esculturas que a sus dibujos: «Dibujar es una forma de pensar, esculpir es otra».
Tras la muerte del artista, sus herederos encontraron en su estudio alrededor de 150 esculturas de cera, varias en mal estado de conservación. Consultaron al fundidor Adrien Hébrard, quien tras analizar las piezas concluyó que solo 74 de ellas podían ser fundidas en bronce. Se asume que, a excepción de la Pequeña bailarina de catorce años, fueron fundidas al surmoulage. Un surmoulage de bronce es un tanto más pequeño y muestra menos detalle en la superficie que su molde original. La Fundición Hébrard fundió bronces de 1919 a 1936, y cerró en 1937, poco antes de la muerte de Hébrard.

## Personalidad y política

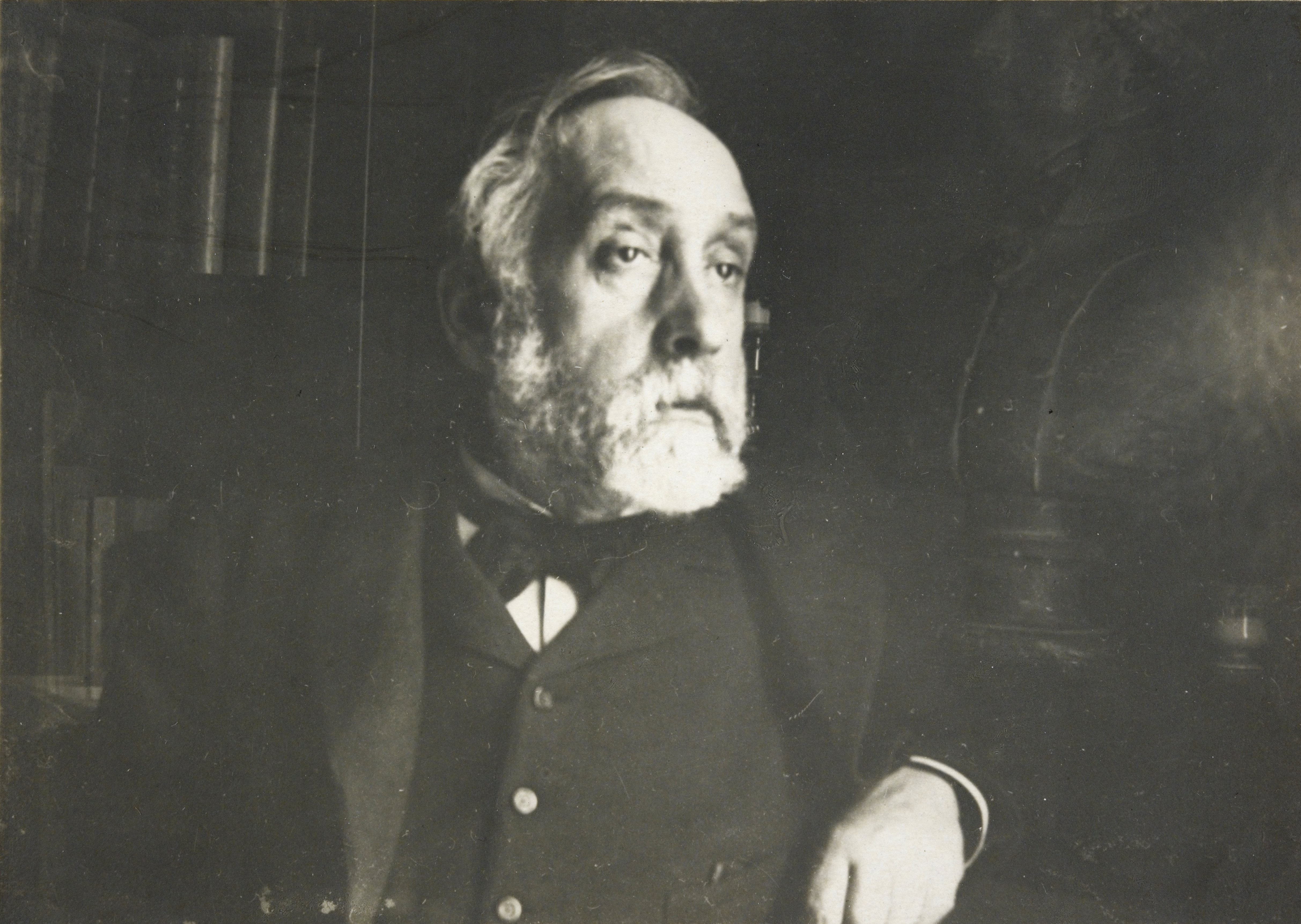
Autorretrato (fotografía), c. 1895.

Degas sostenía con ahínco que las artes deben estar apartadas de la vida personal, y él mismo vivía una vida sin aparentes complicaciones. Entre la gente era reconocido por su ingenio, considerado cruel en algunas ocasiones. En una ocasión, el novelista George Moore se refirió a Degas como un «viejo avaro», lo que llevó a que se le viera como un solterón misántropo.
Siendo profundamente conservador en cuanto a temas políticos, se oponía a todas las reformas sociales y mostraba un total desinterés por los avances tecnológicos como el teléfono. Su intransigencia llegaba a tales extremos que en una ocasión llegó a despedir a una modelo al enterarse de que esta era protestante. Aunque varias obras que pintó entre 1865 y 1870 muestran temas relacionados con judíos, su antisemitismo se manifestó en 1870 en el cuadro En el Bourse, al pintar el rostro de un banquero con un gran parecido a una caricatura francesa antisemita de la época.
El Caso Dreyfus, que dividió Francia entre 1894 y 1906, hizo que se intensificara su antisemitismo. Hacia mediados de 1900, Degas había cortado toda relación con judíos, rechazando públicamente a sus amigos judíos y negándose a contratar a personas que pudieran ser judías. Se mantuvo como miembro del grupo antisemita «Anti-Dreyfusards» hasta su muerte.

## Reputación

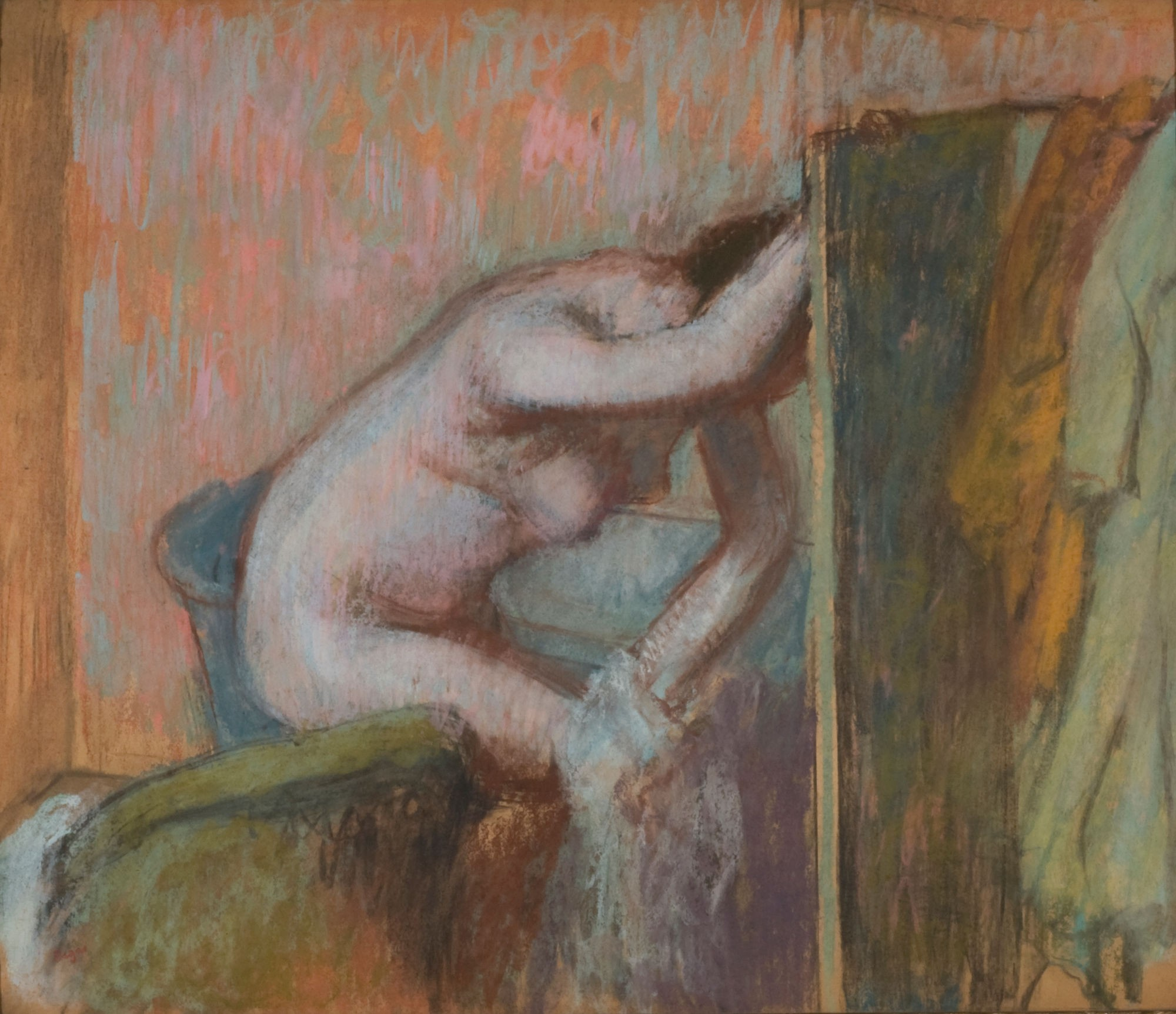
La toilette apres le bain.

Durante su vida, la recepción pública de las obras de Degas osciló entre la admiración y el rechazo. En sus inicios, durante su fase clasicista Degas llevó muchas obras al Salón de París entre 1865 y 1870. Dichos trabajos fueron elogiados por Jules Antoine Castagnary. Poco después, Degas se une a los impresionistas y rechaza las reglas rígidas y el elitismo del Salón; del mismo modo, el Salón y el público en general rechazaron su viraje al Impresionismo.
La escultura Pequeña bailarina de catorce años, exhibida en las sexta presentación impresionista en 1881, fue probablemente su pieza más controvertida; algunos críticos describieron su «fealdad atractiva». La originalidad de Degas consistió en descartar las superficies lisas de la escultura clásica y añadir cabello humano y ropaje, otorgando a la escultura cierta imagen de muñeca. Las adiciones aumentaban la ilusión, pero llevaron a cuestionamientos en cuanto a la «realidad» dentro del arte.
Por otro lado, el conjunto de dibujos al pastel exhibidos en la octava exhibición impresionista de 1886, produjo «La mayor cantidad de opiniones críticas al artista durante el curso de su vida… la reacción global fue positiva y elogiosa».
Reconocido como uno de los artistas más importantes de la época, Degas es considerado al presente uno de los fundadores del Impresionismo. Aunque en muchos aspectos, sobre todo en la teoría y en ciertas técnicas, la pintura de Degas chocaba con el grupo impresionista, su sentido del color, de las formas en movimiento, de la luz y las composiciones dinámicas no solamente inspiraron a otros miembros del grupo, sino que de algún modo fueron una de las cimas de este movimiento pictórico.
Las obras de Degas se conservan hoy en día en museos y colecciones privadas de todo el mundo, y es uno de los artistas más cotizados en el mercado internacional de arte.